# Otiorhynchus brunneus
Otiorhynchus brunneus — вид долгоносиков-скосарей из подсемейства Entiminae.

## Описание
Жук длиной 5—7 мм. Окраска тёмно-бурая или чёрно-бурая. Волосяной покров на верхней части тела густой, волоски почти прижатые, обычно образуют беловатые или желтоватые пятна, более заметные на надкрыльях. Первый сегмент жгутика усиков чуть короче второго. Переднеспинка явственно поперечная. Нов надкрылий не надут.

## Экология
Населяет степи.